# Ван Руит, Хорас
Хорас ван Руит (англ. Horace van Ruith; 1839[…], Санкт-Петербург — 1923[…], Лондон) — британский художник.
Родился в семье работавшего в России немецкого художника и, по свидетельству Е. П. Блаватской, практически не говорил по-русски. Учился в Штутгарте (в частности, у Бернгарда Негера) и Мюнхене, затем работал в Италии.
Наиболее известен жанровыми, пейзажными и портретными произведениями первой половины 1880-х гг., выполненными во время работы в Индии, где у ван Руита была мастерская в Бомбее. В 1886 году, после того как художник вернулся в Европу и обосновался в Англии, ряд его картин был показан на Колониальной и индийской выставке, в связи с которой принц Артур писал своей матери королеве Виктории о ван Руите: «Никто лучше него не понимает особенности индийской жизни». С иллюстрациями ван Руита вышла книга мемуаров первого британского городского управляющего Бомбея Артура Кроуфорда (1897).
В британский период творчества написал, среди прочего, портрет королевы Виктории в связи с её визитом в Бристоль в 1889 году.

## Галерея

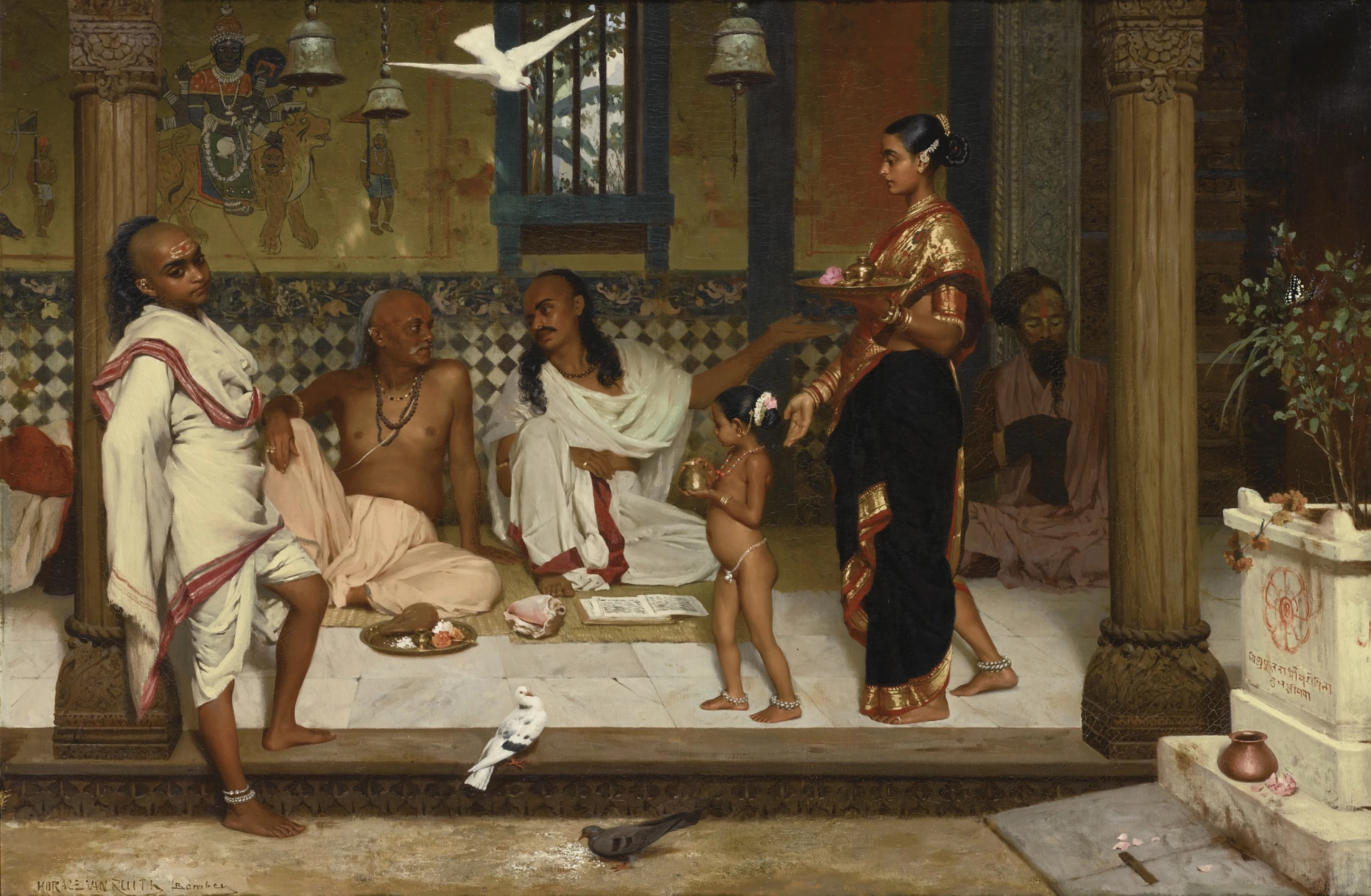
У брамина (первая половина 1880-х гг.)
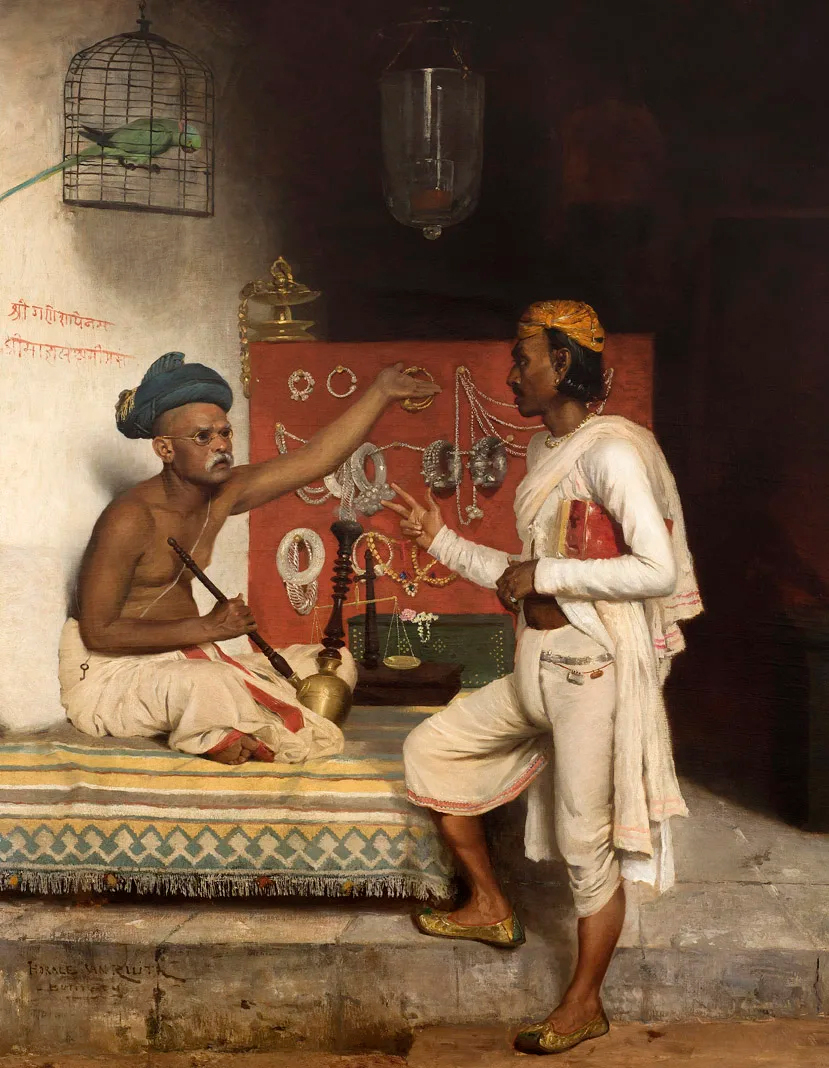
Продавец драгоценностей в Бомбее (первая половина 1880-х гг.)
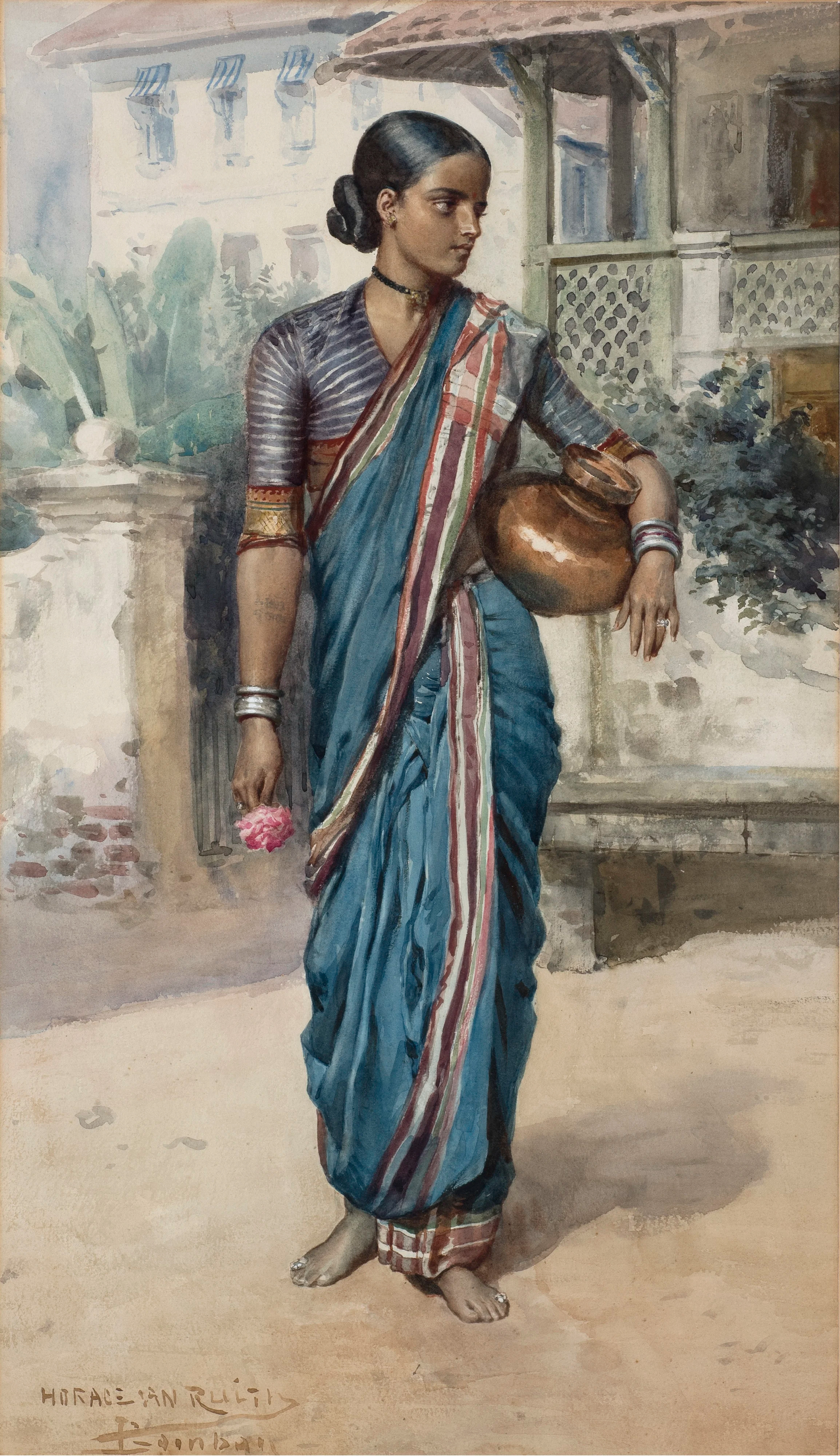
Деревенская девушка (первая половина 1880-х гг.)
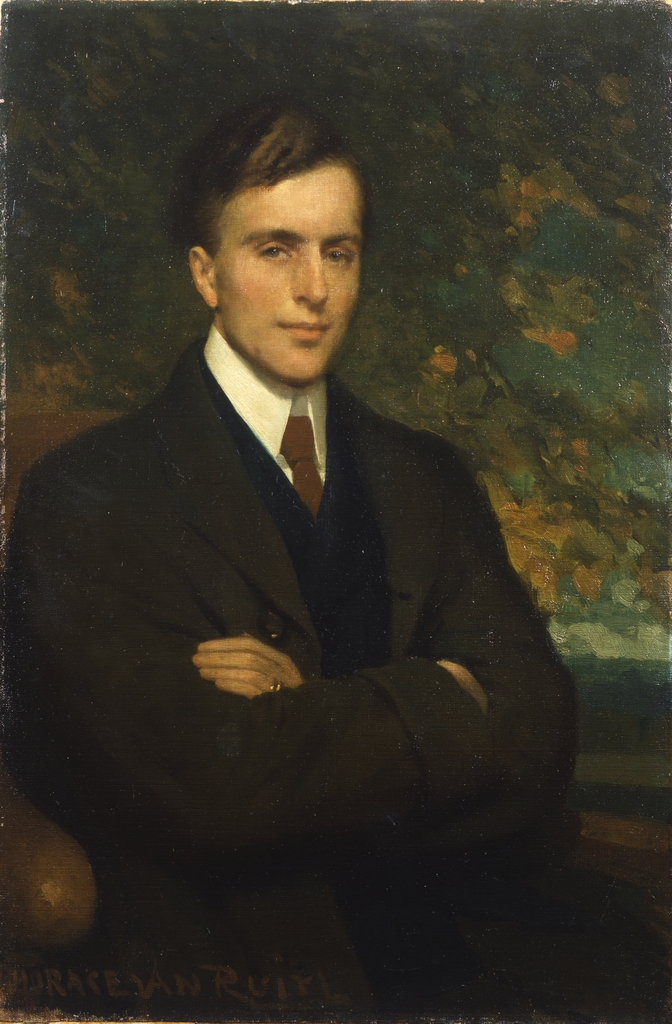
Портрет композитора Нормана О’Нила (1898–1899)